# Monte-Carlo-Modellierung molekularer Systeme
In der Monte-Carlo-Modellierung molekularer Systeme werden molekulare Systeme durch Monte-Carlo-Simulationen untersucht.
In der statistischen Physik wird sie
für eine Modellierung von Gleichgewichtseigenschaften auf atomarer bis molekularer Ebene verwendet und kann in Einzelfällen eine Beschleunigung von einem Faktor über 1010 im Vergleich zu Molekulardynamik-Simulationen erzielen.
Sie kann sowohl die potentielle Energie bestimmen als auch eine statistische Aussage über die Lage von Atomen liefern und auch Zustandsgrößen der Boltzmann-Statistik bestimmen. Monte-Carlo und Molekulardynamik sind die häufigsten Modellierungen von Fluiden auf atomarer Ebene. Die empirischen Kraftfelder, die dafür verwendet werden, stammen sowohl von Ab-initio-Rechnungen als auch von Experimenten und werden sowohl für die Molekulardynamik als auch für die molekulare Monte-Carlo-Methode verwendet. Einige Programmsysteme verwenden Mehr-Atom-Modelle („Coarse-grained model“). Sie wenden die molekulare Monte-Carlo-Methode nicht auf einzelne Atome an, sondern auf den Schwerpunkt von Atomgruppen oder ganzen Molekülen.
Methoden, die zur Modellierung molekularer Systeme herangezogen werden, sind die Kinetische Monte-Carlo-Methode und die Quanten-Monte-Carlo-Methode.

## Vorgehensweise
Zuerst wählt man intelligent die Ausgangslage der Atome. Dann wählt man einen neuen Satz an Koordinaten der Atome, hierbei werden beim Anwenden des Metropolis-Algorithmus, welcher der verbreitetste ist, einzelne Atome mit einem vordefinierten Abstand und in eine zufällige Richtung verschoben. Es gibt neben dem Metropolis-Algorithmus z. B. die PHOBOS-Glauber-Monte-Carlo-Methode. Da dies in einem Kraftfeld passiert, führt dies in aller Regel zu einer Veränderung der inneren Energie. Beim Metropolis-Algorithmus wird ein Zustand immer angenommen, wenn der neue Energiezustand niedriger ist. Wenn der neue Zustand aber eine höhere innere Energie besitzt, wird dieser Zustand nur mit einer gewissen Wahrscheinlichkeit (kleiner als 1) angenommen, diese hängt sowohl von der inneren Energiedifferenz der beiden Zustände als auch von der Temperatur ab, damit werden nur indirekt die Molekülschwingung bzw. die brownschen Bewegungen abgebildet. Würde man nur Zustände geringerer Energie annehmen, würde man die Entropie minimieren und damit eine Simulation beim absoluten Nullpunkt machen. Da bei der molekularen Monte-Carlo-Methode die Atome nicht gemäß den Kraftfeldern und den newtonschen Gesetzen verschoben werden, kann insbesondere bei gasförmigen Zuständen die Monte-Carlo-Methode rechentechnisch schneller konvergieren, da keine (langreichweitigen) Kräfte berechnet werden müssen, was aufgrund der Diagonalisierung von großen Matrizen sehr rechenintensiv werden kann.
In Rechenschritten bedeutet das:
1. Die Ausgangskoordinaten der Atome wählen.
2. Kontrollieren, ob das Abbruchkriterium (Anzahl der Schritte, Konvergenzkriterium) erreicht ist.
3. Einen neuen Satz an Koordinaten für die Atome wählen, hier werden normalerweise ein oder mehrere Atome in einem vorgegebenen Abstand in eine zufällige Richtung von der vorherigen Lage verschoben.
4. Berechnen, mit welcher Wahrscheinlichkeit der Zustand angenommen wird, hierbei ist der Metropolis-Algorithmus der verbreitetste, um die Wahrscheinlichkeit zu bestimmen.[11] Der Zustand wird beim Metropolis-Algorithmus angenommen, wenn die potentielle Energie geringer ist[14] und für den Fall, dass die potentielle Energie größer ist, wird dieser mit einer Wahrscheinlichkeit von e−β∙ΔV angenommen.[1][13][15][5][14][16] Beim PHOBOS-Glauber-Monte-Carlo wird der neue Zustand mit einer Wahrscheinlichkeit von {\displaystyle 1/{\left(\exp \left(\beta \cdot {\Delta V}\right)+1\right)}} angenommen.[12]
  - Wird der Zustand angenommen, wird der in Pkt. 3 zuvor ermittelte Satz an neuen Koordinaten angenommen und als Ausgangslage für die nächsten MC-Schritte herangezogen.[11]
  - Wird der Zustand nicht angenommen, werden die Schritte 3 und 4 so lange wiederholt, bis man einen Zustand findet, der angenommen wird.[11]
5. Sprung zu Punkt 2.

## Unterschied zur Molekulardynamik
Bei gasförmigen Zuständen wird die molekulare Monte-Carlo-Methode bevorzugt, bei festen oder flüssigen Zuständen hingegen die Molekulardynamik. Die Methoden können auch kombiniert oder abgewechselt werden, um eine schnellere Konvergenz zu erreichen. In der (statischen) Monte-Carlo-Methode bildet man weder die Dynamik noch die Zeit des Systems direkt ab, sondern kann nur die Zustandsgrößen ermitteln. Im Unterschied dazu kann die kinetische Monte-Carlo-Methode zeitliche Abhängigkeiten simulieren.

## Mehrskalen-Modelle

Modellierungsmethode in Abhängigkeit von der Größenordnung

Die molekulare Monte-Carlo-Methode und die Molekulardynamik sind semi-empirische Methoden und eignen sich für Systeme, die man mit Ab-initio-Rechnungen nicht mehr in einer sinnvollen Rechenzeit modellieren kann, bei denen man aber im Gegensatz zur Kontinuumsmechanik noch die einzelnen Atome und nicht nur ihre Dichten abbilden muss.